# Прајшајд
Прајшајд (њем. Preischeid) општина је у њемачкој савезној држави Рајна-Палатинат. Једно је од 235 општинских средишта округа Ајфелкрајс Битбург-Прим. Према процјени из 2010. у општини је живјело 184 становника. Посједује регионалну шифру (AGS) 7232294.

## Географски и демографски подаци
Прајшајд се налази у савезној држави Рајна-Палатинат у округу Ајфелкрајс Битбург-Прим. Општина се налази на надморској висини од 460 метара. Површина општине износи 6,2 km². У самом мјесту је, према процјени из 2010. године, живјело 184 становника. Просјечна густина становништва износи 30 становника/km².